# Jeszkotle
Jeszkotle est une localité polonaise du gmina de Grodków, située dans le powiat de Brzeg (voïvodie d'Opole).